# Michael Cordy
Michael Cordy (født 1962), engelsk spændingsforfatter, hvis bøger hovedsagelig er baseret på genteknologi.
Cordy arbejdede 10 år i marketingbranchen, før han blev fuldtidsforfatter og er bosiddende uden for London.